# Saint-Congard
Saint-Congard är en kommun i departementet Morbihan i regionen Bretagne i nordvästra Frankrike. Kommunen ligger i kantonen Rochefort-en-Terre som tillhör arrondissementet Vannes. År 2022 hade Saint-Congard 806 invånare.

## Befolkningsutveckling
Antalet invånare i kommunen Saint-Congard
| Referens: INSEE |